# Алевский, Гаврил Васильевич
Гаврила Васильевич Алевский (8 апреля 1924, пос. Краснинский (ныне Верхнеуральский район Челябинской области) — 17 мая 2008, Спасский, Челябинская область, Россия) — комбайнёр Краснинской МТС Верхнеуральского района Челябинской области, Герой Социалистического Труда (05.08.1952). Почетный гражданин Верхнеуральского района (2006).

## Биография
По окончании школы ФЗО в Магнитогорске работал в колхозе им. К. Маркса Верхнеуральского района Челябинской области.
В 1942 призван в РККА: воевал в составе Западного, Белорусских, Дальневосточного фронтов. Старший лейтенант 8 габр, был стрелком-пулеметчиком, командиром орудия — 122-миллиметровой гаубицы. Демобилизовался по ранению.
В 1947 вернулся в колхоз. Окончил Верхне-Уральскую школу механизаторов (1950), работал комбайнером Краснинской МТС Верхнеуральского района Челябинской области.
В 1951 году используя сцепку из 2 комбайнов «Сталинец-1» за 33 рабочих дня намолотил 673 тонн зерна; за это достижение присвоено ему звание Героя Социалистического Труда.
В 1957 окончил Троицкий сельскохозяйственный техникум и одновременно школу руководящих кадров в Троицке, работал агрономом в своём колхозе.
В 1958 избран председателем колхоза им. Калинина (Верхнеуральский район).
В 1961—1962 и 1963—1971 гл. агроном совхоз «Карагайский», в 1962—1963 2-й секретарь Верхнеуральского райкома КПСС.
По окончании Курганского СХИ(1971) директор совхоза «Карагайский», затем главный агроном совхоза «Приуральский».
С 1984 года на пенсии, при этом до 1987 года трудился бригадиром-озеленителем.
В последние годы занимался краеведением. По его инициативе в поселке Спасский был создан и работает сельский музей истории.
Похоронен в Спасском.

## Награды
- 2 ордена Ленина (1951, 1952)
- Орден Красной Звезды (1948)
- орден Отечественной войны I степени (1985)
- медали «За отвагу», «За доблестный труд. В ознаменование 100-летия со дня рождения В. И. Ленина» (1970), «За победу над Германией в Великой Отечественной войне 1941—1945 гг.», «За победу над Японией», «За взятие Кенигсберга» и др.